# Ролф Бломбери
Ролф Бломбери (на шведски: Rolf Blomberg) е известен шведски фотограф, кинооператор, репортер, писател, етнограф и естествоизпитател.
Заснел е 33 документални филма за шведската телевизия. Заснема филми за Еквадор, Индонезия, Колумбия, Перу, Бразилия и Австралия. Има голям принос в изучаването на някои етнически групи в тези страни. Написал е няколко книги и десетки статии за природата и етнографията на страните, които е посетил.
През 1934 г. извършва първото си пътуване до Галапагос и Еквадор. Основна негова цел в Еквадор е издирване на съкровища на инките, пътуванетто е последвано от още няколко.
През Втората световна война е неутрален военен кореспондент в Индонезия.
След войната се връща в Еквадор и се установява в село Лянганетес, в чиито околности е твърдо убеден, че се намират съкровищата на инките. Изследва индианците хуарани в джунглата на Еквадор.
Отнася в Швеция спиртосана жаба, която впоследствие се оказва нов вид. Наричат я на него Bufo Blombergi.